# Чимуренга
Чимуренга (борьба) — общее название межрасовых столкновений на территории Зимбабве между чернокожими и белыми колонистами.
- Первая Чимуренга — 1896—1897 — восстание против агентов Британской южно-африканской компании.
- Вторая Чимуренга (Война в Южной Родезии) — 1964—1980 — партизанская война против власти белого меньшинства в Родезии.
- Третья Чимуренга — с 2000 — мероприятия по экспроприации земель у белых фермеров.